# Богуша (судья поморский)
 Богуша (ок. 1270—1317/1320) — польский государственный деятель, судья и наместник поморский.

## Биография
Богуша происходил из великопольского рода Leszczyców. В 1294 году он служил стольником гданьским. В 1296—1298 годах он получил от князя краковского Владислава Локетка должность судьи поморского. В 1300 году Богуша признал право чешского короля Вацлава II на польский королевский престол. В 1301 году вместе с тевтонскими рыцарями он защищал Гданьск от нападения рюгенского князя Вислава.
В 1306 году Богуша участвовал в переговорах с Владиславом Локетком о признании его верховной власти в Восточном Поморье. В 1308 году он был назначен наместником северной части Поморья (Гданьская, Слупская и Славенская земли).
В сентябре 1308 года наместник Богуша защищал Гданьск от бранденбургского маркграфа. В октябре того же года он вел переговоры с тевтонскими крестоносцами об оказании военной помощи в борьбе с бранденбуржцами. Взамен Богуш обязывался передать Тевтонскому ордену во временное пользование крепость Гданьск. Условия передачи Гданьска на время крестоносцам Богуша обсуждал с Владиславом Локетком в Сандомире. Владислав Локетек согласился передать крестоносцам часть, а не весь гданьский замок. Богуша не сообщил об изменении условий передачи Гданьска крестоносцам, что вызвало конфликт между ним и ландмейстером Тевтонского ордена Генрихом фон Плоцке. В ноябре 1308 года тевтонские рыцари заняли Гданьск, изгнав оттуда польский гарнизон, и оккупировали Восточное Поморье. Владислав Локетек потребовал от Ордена возвращения Гданьска, но тевтонские крестоносцы отказались его возвращать, потребовав от польского князя выплату огромной компенсации за свою военную помощь против Бранденбурга.
В последний раз Богуша упоминается в исторических источниках в качестве судьи поморского в 1316 и 1317 годах.